# Modalitás (nyelvészet)
A modalitás szemantikai kategória, amely a beszélő attitűdjét fejezi ki a saját mondatának tartalmával szemben. Attitűdön itt fogalmak széles spektruma értendő.
A mondatoknak van egy modális alapértékük, melyet általában a tartalmuk és a kommunikatív rendeltetésük, valamint logikai minőségük szerint megállapított mondattípusok képviselnek, megkülönböztetve kijelentő, felkiáltó, óhajtó, felszólító, kérdő, állító, illetve tagadó mondatot.
Modális alapértékükön kívül a mondatok kifejezhetnek egyéb modalitásokat is. Egyeseket ellentétes párokban lehet feltüntetni. Ezek szerint a beszélő láthatja a mondatban foglalt cselekvést, történést, állapotot, létezést stb. ismertnek vagy ismeretlennek, lehetségesnek vagy lehetetlennek, szükségesnek vagy szükségtelennek, biztosnak vagy bizonytalannak, valószínűnek vagy valószínűtlennek, kötelezőnek vagy nem kötelezőnek, kívántnak vagy nemkívántnak, megengedettnek vagy tiltottnak stb. Az érzelmi állásfoglalás is hozzátartozik a beszélőnek a mondatához való szubjektív viszonyához, valamint a mondatban kifejezett nyomatékosság, megerősítés, enyhítés, árnyalás stb. is.

## A modalitás kifejezése
A modalitást különféle nyelvi eszközökkel fejezik ki. Ezek lehetnek nyelvtaniak (alaktaniak és mondattaniak), lexikaiak, az előbbi kettőt egybefoglalóak, valamint prozódiaiak. Olykor egyetlen ilyen eszköz jeleníti meg, máskor egyszerre több.

### Igemódok
Az igemód a modalitás kifejezésének egyik grammatikai, mégpedig alaktani kifejezője. Egy bizonyos modalitást kifejezhet egy bizonyos igemód, bár ugyanaz az igemód más modalitást is kifejezhet. Például a magyar nyelvben a kijelentést tipikusan a kijelentő mód fejezi ki, az óhajtást a feltételes mód, a felszólítást a felszólító mód, azonban a kijelentő mód lehet a felkiáltással kifejezett érzelmekkel vagy a kérdéssel is társított, valamint felszólítás is lehetséges kijelentő móddal. Olyan nyelvekben, mint például a francia vagy a román, általánosan a nem valós, hanem akart, kívánt, szükséges stb. esemény, állapot, létezés módja a kötőmód. Ennek a magyarban egyszerű mondatban az 1. és 3. személyben, mellékmondatban mindegyik személyben használt felszólító mód felel meg:
- (franciául) Que personne ne sorte ! ’Senki se menjen ki!’,[5] Je consens que vous soyez présent à l’entretien ’Beleegyezek, hogy (Ön) jelen legyen a megbeszélésen’;[6]
- (románul) Să plece imediat! ’Azonnal menjen el (ő)!’,[7] Te rog să-mi scrii în fiecare zi! ’Arra kérlek, hogy írj nekem minden nap’.[8]

A románban a feltételezést is kifejezheti a kötőmód, de van saját morfémájú ún. feltételező mód is: O fi știut el ceva ’Tudhatott ő valamit’.

### Modális igék
Mondatok modális alapértékéhez olykor úgy adnak hozzá egyéb modalitást, hogy mellékmondattá teszik őket bizonyos igéknek alárendelve. Például, ha egyszerű kijelentő mondat elé tesznek olyanokat, mint (franciául) Je crois que… ’Azt hiszem, hogy…’, Je crains que… ’Attól tartok, hogy...’, Je me réjouis de ce que… ’Örvendek, hogy…’, ezek olyan modalitásokat is kifejeznek, mint saját vélemény, félelem, illetve öröm.
Ezeket az igéket nem tekintik azonban modális igéknek. Általában olyanok jönnek számításba ilyenekként, amelyeknek bizonyos lexikai alapjelentésük/jelentéseik van(nak) amikor függetlenül használják őket, és megváltozott jelentésük, amikor más igével vagy igenévvel társítottak, ennek a modalitását fejezve ki, valamint olyan igék, amelyek csak ilyen funkcióval használatosak.
Példák:
- (magyarul) El tudod ezt nekem intézni?;[11]
- (angolul) We may have problems ’Lehetséges, hogy gondjaink lesznek’;[12]
- (franciául) Nous avons failli réussir ’Majdnem sikerült (nekünk);[13]
- (szerbül) Ja ovde mogu studirati/da studiram ’Én itt tudok tanulni’;[14]
- (románul) Am a scrie / de scris ’Írnivalóm van’.[15]

### Módosítószók
A modalitások kifejezésének lexikális módszere a módosítószó használata. A magyar grammatikákban külön szófajként van számontartva, egyéb grammatikákban a határozószókhoz van sorolva azzal a megjegyzéssel, hogy nincs mondattani funkciója.
Példák:
- (magyarul) Géza biztosan betalált a belső körbe;[16]
- (latinul) Paene in foveam decidi, ni hic adesses ’Csaknem beleestem a gödörbe, ha nem lettél volna ott’;[17]
- (angolul) He’s probably been sick for a long time ’Valószínűleg hosszú ideig beteg volt’;[18]
- (franciául) Heureusement, il n’a pas plu à la cérémonie ’Szerencsére nem esett az eső az ünnepségen’;[19]
- (németül) Ich kann leider nicht kommen ’Sajnos nem jöhetek el’;[20]
- (horvátul) On to, naravno, nije ni mogao znati ’Ezt ő természetesen nem is tudhatta’;[21]
- (románul) Poate Dan a greșit ieri ’Dan talán hibázott tegnap’.[22]

### Modális partikulák
A modális partikula is a modalitásokat kifejező eszközök szókategóriája, amelyet egyes magyar grammatikák elkülönítenek szófajként a módosítószótól is, annak alapján, hogy ezekkel ellentétben a partikula nem lehet mondatszó.
A partikulák egy része alapmodalitásokat fejez ki más nyelvi eszközökkel együtt, vagy esetleg egyedül. Ezek szerint van:
- kérdő partikula: (magyarul) Akkor holnap találkozunk, ugye?,[23] (szerbül) Dolaziš li sutra? ’Eljösz-e holnap?’;[24]
- felkiáltó partikula: (szerbül) Ala smo se lepo proveli! ’De szépen múlattuk az időt!’;[25]
- óhajtó partikula: Samo da mi se on vrati! ’Bárcsak visszajönne hozzám!’;[24]
- felszólító partikula: (montenegróiul) Oni neka dođu! ’Ők csak jöjjenek!’;[26]
- tagadó partikula: (németül) Ich habe ihn nicht gesehen ’Nem láttam őt’.[27]

Egyéb modalitásokat kifejező partikulák, olykor egynél több is:
- csodálkozás: (magyarul) Hát még ilyet!;[28]
- megerősítés: (franciául) Il part bien demain? ’Tényleg holnap megy el?’;[29]
- csökkentés, enyhítés: (magyarul) Neki ugyan mondhatod!;[30]
- korlátozás: (szerbül) Samo ti možeš da mi pomogneš ’Csak te tudsz segíteni rajtam’.[25]

### Közbevetett mondatok
A közbevetett mondatok között vannak olyanok is, amelyek  modalitást fejeznek ki úgy, mint a módosítószók. Példák:
- (magyarul) Bözsi, úgy vélem, meggyógyult;[31]
- (franciául) Soit dit entre nous, il n’est guère consciencieux dans son travail ’Köztünk legyen mondva, (ő) nem igazán lelkiismeretes a munkájában’;[32]
- (angolul) As you know, things are difficult just now ’Mint tudod/tudjátok/tudja/tudják, a helyzet nehéz mostanában’;[33]
- (románul) Am venit, dacă vrei să mă crezi, din întâmplare ’Akár hiszed, akár nem, véletlenül jöttem ide’;[34]
- (szerbül) Stadion — to je sada jasno — neće biti završen na vreme ’A stadion – most már világos – nem lesz kész időben’.[35]

### A hanglejtés
A hanglejtés is kifejez modalitást, rendszerint más eszközökkel együtt. Alapfunkciója az alapmodalitások megkülönböztetése, és erre olykor egyedül szolgál. Például a (franciául) Tu viendras avec moi ’Velem fogsz jönni’ mondat három hanglejtés révén lehet kijelentő, kérdő vagy felszólító, ami írásban különböző pontozással tüntetendő fel: ponttal, kérdőjellel, illetve felkiáltójellel.
A hanglejtés különféle pragmatikai jellegű modális árnyalatokat is kifejezhet, úgy mint érzelmek (méreg, felháborodás, öröm, meglepetés, csalódás stb.) és kommunikációs szándékok (kérés, fenyegetés, buzdítás stb.) Például a (franciául) Viens avec moi ! ’Gyere velem!’ mondat különféle hanglejtésekkel úgy árnyalható, hogy semleges utasítást, ajánlatot, kérést vagy fenyegetést fejezzen ki. Úgyszintén, egy olyan kérdő mondat, mint (franciául) Tu n’as pas acheté de chocolat ? ’Nem vettél csokoládét?’ kifejezhet hanglejtés révén semleges kérdést, csodálkozást vagy csalódottságot.